# Volker Löffler
Volker Löffler (* 27. Juni 1942 in Oberlind) ist ein ehemaliger deutscher Sprinter, der für die DDR startete.
1961 gewann Löffler mit der 4-mal-400-Meter-Staffel des SC DHfK bei den DDR-Meisterschaften den Meistertitel. Drei Jahre später konnte er seine zweite Medaille bei nationalen Meisterschaften sichern. Als Bronzemedaillengewinner über 100 Meter wurde er in den Olympiakader aufgenommen, mit dem er an den Ausscheidungskämpfen für die gesamtdeutsche Olympiamannschaft 1964 teilnahm. Dabei qualifizierte sich die 4-mal-100-Meter-Staffel der DDR gegen die favorisierten Sprinter aus der BRD. Als Staffelläufer wurde Löffler für die Olympischen Spiele 1964 in Tokio nominiert. In Tokio erreichte er für die gesamtdeutsche Mannschaft das Halbfinale in der 4-mal-100-Meter-Staffel.
Seine persönliche Bestzeit über 100 Meter von 10,4 s stellte er 1962 auf.
Volker Löffler startete für den SC Wissenschaft DHfK Leipzig.